# The Scout Association
The Scout Association è l'associazione scout riconosciuta dall'Organizzazione Mondiale del Movimento Scout nel Regno Unito. Lo scautismo cominciò nel 1907 dall'impegno di Robert Baden-Powell.
La Scout Association fu fondata con il suo nome precedente, The Boy Scout Association, nel 1912 con la concessione di un Decreto Reale. “The Boy Scout Association” fu ridenominata come “The Scout Association” nel 1967.
Lo scopo statutario della Scout Association è di "promuovere la crescita dei giovani realizzando il loro completo potenziale fisico, intellettuale, sociale e spirituale, come individui, come cittadini responsabili e come membri delle loro comunità locali, nazionali ed internazionali”. La Scout Association fornisce un Programma per aiutare i giovani da 6 a 25 anni a raggiungere questo obiettivo. L'ultimo censimento mostra che più di 410.000 giovani di età fra 6 e 25 anni sono membri della Scout Association, e altri 33.000 giovani sono in attesa di iscriversi al movimento. Grazie a questo impegno, la Scout Association è membro del NCVYS (The National Council for Voluntary Youth Services).
Le ragazze furono ammesse per la prima volta nel 1976 all'interno dei Venture Scouts, e nelle Branche rimanenti su opzione nel 1991. Dal 2007 tutti i gruppi scout in Gran Bretagna devono accettare sia ragazze che ragazzi, nonostante gli orientamenti religiosi possano essere adattati.
Lo Scautismo in Gran Bretagna e Irlanda del Nord è aperto a tutte le religioni, e sono ammesse delle variazioni alla Promessa Scout per adattarsi ai diversi obblighi religiosi o fedeltà nazionali. La Scout Association non ammette una versione atea della Promessa, o una mancanza di qualsiasi tipo di fede o religione nel programma, attirando le critiche dalla National Secular Society (NSS) e dalla British Humanist Association, ma nel 2012 la Scout Association cominciò a progettare la creazione di una Promessa alternativa senza riferimenti a Dio.
L'attuale Capo Scout dell'associazione è Bear Grylls, mentre Wayne Bulpitt è il Chief Commissioner e Derek Twine è il Chief Executive. Il presidente dell'associazione è Sua Altezza Reale Edward, duca di Kent, e Sua Maestà Elisabetta II ha il patrocinio dell'organizzazione.

## Storia

### Nascita del Movimento

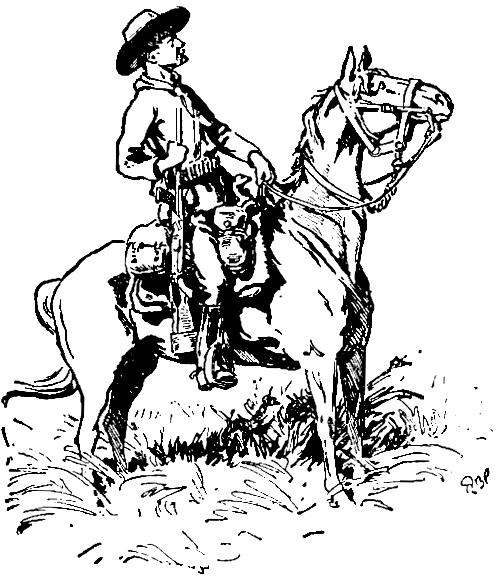
Maggiore Burnham, disegnato da Baden-Powell, Rhodesia, 1896.

Le radici della Scout Association derivano dalla fama di Robert Baden-Powell, derivata dalle sue imprese durante la Seconda Guerra Matabele e Seconda guerra boera. Nelle appassionanti ricognizioni effettuate durante la campagna dei Matabele Baden-Powell ebbe in varie occasioni come compagno l'esploratore americano, maggiore Frederick Russell Burnham. Da Burnham Baden-Powell - con la sua caratteristica capacità di assimilare il meglio delle persone con cui veniva a contatto - prese vari dettagli che poi si ritroveranno nello scautismo. Nel 1907, "B.-P.", come è conosciuto dai membri del Movimento, effettuò il Campo di Brownsea Island con ragazzi di varie provenienze sociali. Questi ragazzi provenivano dall'Eton College, dalla Harrow School, da Parkstone, da Hamworthy, e da Bournemouth. Questo campo viene ora considerato come l'inizio del Movimento.
L'anno seguente, Baden-Powell scrisse una serie di riviste, Scouting for Boys, definendo attività e programmi di cui potevano fare uso le organizzazioni per la gioventù esistenti. La reazione fu fenomenale, e piuttosto inaspettata. In poco tempo, le Pattuglie Scout vennero create in tutto il Paese, tutte organizzate secondo i principi del libro di Baden-Powell. Entro il primo censimento del 1910, erano presenti oltre 100.000 membri del Movimento.
La Boy Scout Association fu creata nel 1910 per fornire un organismo nazionale che potesse organizzare e supportare le Pattuglie Scout in rapida crescita. Era desiderio di Baden-Powell di strappare il controllo dello Scautismo dagli editori del suo libro, dal momento che si avvertiva che il Movimento non aveva lo status che meritava, perché gli editori controllavano le iscrizioni allo Scautismo.

### 1910–1920: Crescita
Quasi immediatamente, alla Boy Scout Association fu presentato un dilemma. Molti dei ragazzi delle Pattuglie Scout (all'inizio, lo Scautismo era rivolto ai ragazzi fra i 10 e i 19 anni) avevano fratelli più piccoli che volevano partecipare. C'erano anche molte ragazze che volevano la stessa cosa (Baden-Powell incontrò un gruppo di Ragazze Scout al Crystal Palace Scout Rally nel 1909). La soluzione per i ragazzi più giovani era semplice – la Branca dei Wolf Cubs fu creata nel 1917. Comunque, i principi dell'età edoardiana non permettevano alle giovani ragazze di partecipare alle disordinate e "selvagge" attività degli Scouts, e così le Girl Guides furono create dalla sorella di Baden-Powell, Agnes, per definire un programma di attività più "conveniente". Molti di quelli che erano cresciuti con lo Scautismo volevano ancora rimanere a farne parte, così un'altra branca fu creata nel 1918 – i Rover Scouts.
Lo Scautismo era diventato un fenomeno globale, con un Decreto Reale del 4 gennaio 1912 che incorporava la Boy Scout Association in tutto l'Impero britannico, con "l'intenzione di istruire i ragazzi di tutte le classi nei principi di disciplina, lealtà e buona cittadinanza", concesso da Giorgio V. Il primo World Jamboree per gli Scout si tenne a Olympia, Londra nel 1920, e fu una celebrazione ed una conferenza dell'Organizzazione Mondiale del Movimento Scout.

### 1967–2001
Lo Scautismo in Gran Bretagna continuò quasi senza cambiamenti fino a quando passò attraverso una riforma importante, The Chief Scouts' Advance Party Report, e cambiò nel 1967. Il nome dell'organizzazione fu cambiato in The Scout Association. I maggiori cambiamenti riguardavano le branche e i loro rispettivi programmi; l'unità più giovane fu chiamata Cub Scouts, la branca dei Boy Scout fu rinominata semplicemente come branca Scout, i Senior Scouts diventarono Venture Scouts (per ragazzi da 16 a 20 anni),e la branca dei Rover Scout fu sciolta. Anche l'Uniforme Scout fu cambiata – più considerevolmente con l'adozione di pantaloni lunghi per gli Scouts (in precedenza indossavano pantaloncini corti all'altezza del ginocchio).
L'Advance Party Report non fu ben visto da tutti i membri, e un rapporto rivale, "The Black Report", fu redatto nel 1970 dal "The Scout Action Group". Questo definì proposte alternative per lo sviluppo del Movimento, e chiese che i Gruppi che desideravano seguire lo schema originale di Baden-Powell, potessero continuare a farlo. Il rifiuto di queste proposte causò la formazione della Baden-Powell Scouts' Association.
Negli anni seguenti furono fatti diversi sviluppi, inclusa l'introduzione di unità di ragazzi e ragazze che seguono la coeducazione, inizialmente limitate alla branca dei Venture Scouts nel 1976, ma dal 1991 anche le branche più giovani poterono diventare miste. Anche i genitori coinvolti nello Scautismo nell'Irlanda del Nord cominciarono ad organizzare attività per i loro bambini che erano troppo piccoli per i Cub Scouts. Questo alla fine portò alla creazione dei Beaver Scout, con partenza ufficiale nel 1986.
Nonostante questi cambiamenti, e molti altri minori, lo Scautismo cominciò a cadere in declino attraverso gli anni '90, con una diminuzione degli iscritti. Questo stimolò una grande analisi sulle cause del declino, seguita da un cambio dei programmi, che divenne operativo nel 2003.
Verso la fine degli anni '90, fu formata una Fratellanza degli Scout Musulmani, che entro la fine del 2007, aveva contribuito alla fondazione di 13 gruppi scout Musulmani in Inghilterra e Galles.

### 2001–oggi
Lo Scautismo si è trovato a contendere il tempo dei ragazzi contro molte altre attività extracurricolari e contro le scuole stesse, che si stavano sempre più avventurando nello stesso tipo di attività. I capi adulti vennero coinvolti dalla crescente cultura delle azioni legali nel Regno Unito.
Lo Scautismo è stato anche accusato da uno stereotipo negativo di essere “alla vecchia maniera”.
Il cambiamento del programma del 2002 cercava di vincere le sfide crescenti che il Movimento stava affrontando, e vide cambiamenti a tutti i livelli dello Scautismo inglese – il più evidente è stata la sospensione dei Venture Scouts. Per sostituirli, la Scout Association creò gli Explorer Scouts per i ragazzi dai 14 ai 18 anni, e la Scout Network da 18 a 25 anni. La Scout Association introdusse anche alcune nuove specialità, come abilità informatiche e lo skateboard, per modernizzare l'immagine dello Scautismo. Queste nuove specialità provocarono reazioni contrastanti da diversi personaggi pubblici, con alcuni che lodavano la Scout Association per "stare al passo coi tempi" e altri che avvertivano che i cambiamenti andavano "contro lo spirito Scout di Baden-Powell".
Altri cambiamenti nel 2001 includevano modifiche alla formazione dei capi, in modo che diventasse più flessibile, adatta a ruoli specifici nel Movimento, al posto del percorso formativo generale che la precedeva. Anche le nuove uniformi Scout per tutte le branche e i capi furono introdotte nel 2001, disegnate da Meg Andrews, con lo scopo di essere più moderne e accattivanti per i ragazzi.
Ci furono delle critiche ad alcuni di questi cambiamenti, per la maggior parte rivolte ai problemi con la loro realizzazione, anche se dopo diversi anni nella nuova struttura, le branche degli Explorer Scout e della Scout Network si sono ben integrate. I dati dei censimenti degli ultimi anni mostrano un aumento delle iscrizioni, con l'annuncio della Scout Association nell'aprile 2010 del più alto tasso di crescita nello Scautismo inglese dal 1972, e con gli iscritti totali che raggiungono quasi mezzo milione. Lo Scautismo in Inghilterra continua a promuovere gli stessi Principi e Metodi così come furono scritti da Baden-Powell in Scautismo per ragazzi più di 100 anni fa.
Gli Scout inglesi svolsero un ruolo principale nelle celebrazioni per il centenario dello scautismo nel 2007, con gli eventi celebrativi organizzati sull'isola di Brownsea, e con il 21º Jamboree mondiale dello scautismo.
Nel 2012, la Duchessa di Cambridge annunciò l'intenzione di diventare una capo volontaria nel movimento in un gruppo vicino alla sua casa di Anglesey.

## Organizzazione
Il Capo Scout è il leader della Scout Association, ed è responsabile di determinare la direzione e le politiche dello Scautismo nel Regno Unito e nei Territori di Oltremare. Bear Grylls è l'attuale Capo Scout, dopo aver sostituito Peter Duncan nel luglio 2009. È presente un team di Commissari che sono responsabili del programma dello Scautismo nelle loro rispettive divisioni.
A tutti i livelli, gli Scout sono guidati da un direttivo di amministratori, conosciuti come comitati esecutivi – questi possono essere volontari della comunità locale che hanno avuto legami con lo Scautismo, siano loro stessi o i loro figli. Il comitato è composto normalmente da un presidente, un segretario, un tesoriere, e un numero variabile di altri funzionari. Nei comitati esecutivi di Gruppo, anche i Capi Gruppo e i Capi Unità fanno parte del comitato. Il loro ruolo è di assicurare che vengano curati gli interessi dei ragazzi e della comunità da parte del Gruppo, del Distretto, della Contea, o degli organismi Nazionali.
I volontari adulti nella Scout Association sono chiamati 'Commissioners'. Ogni Contea/Area/Regione e Distretto viene presieduta da un Commissioner che è responsabile di assicurare che i Distretti/Gruppi sotto la loro giurisdizione rispettino gli standard stabiliti dalla Scout Association. Essi ricevono supporto dai Regional Development Officers in Inghilterra, che sono assunti dal Regional Development Service e assegnati localmente per supportare gli obiettivi della Scout Association. I Commissioners nelle altre nazioni ricevono supporto dai Field Commissioners, assunti e gestiti diversamente. I District Commissioners fanno riferimento al County/Area/Regional Commissioner, che a loro volta fanno riferimento al Chief Commissioner.
La Scout Association è divisa nelle quattro nazioni costitutive: Inghilterra, Scozia, Galles e Irlanda del Nord. Ognuna di queste divisioni è ulteriormente suddivisa nelle Contee locali (Inghilterra e Irlanda del Nord), Aree (Galles), o Regioni (Scozia), che generalmente seguono i confini delle contee cerimoniali della Gran Bretagna. Le Contee/Aree/Regioni sono costituite da un numero variabile di Distretti Scout, che sono costituiti dai Gruppi.
I Gruppi sono le organizzazioni locali dello Scautismo, e sono i diretti discendenti delle Pattuglie Scout originali. I Gruppi possono essere costituiti da una o più Colonie di Castorini, Branchi di Lupetti, e Reparti Scout. I Gruppi possono anche avere uno o più Group Scout Active Support Units, e hanno una unità di Explorer Scout collegata ad esso, anche se gli Explorer Scouts sono gestiti al livello di Distretto. I gruppi scout sono guidati da un Capo Gruppo, il cui ruolo principale è di gestire la comunicazione fra il Distretto locale e i Capi Unità e di assicurare che il Gruppo Scout rispetti gli standard minimi richiesti dalla Scout Association. Tutti i Capi svolgono il loro servizio come volontari, e ammontano a circa 120.000. In aggiunta a questi, l'Associazione impiega 198 persone full-time e part-time per supportare il lavoro dei suoi adulti volontari.

## Branche
Nella Scout Association, ci sono cinque branche rivolte ai giovani dai 6 ai 25 anni.
| Branca          | Età    | Gestita da  | Attività principali                                | Introdotta | Iscritti 2008 | Iscritti 2009 | Iscritti 2010 | Iscritti 2011 |
| --------------- | ------ | ----------- | -------------------------------------------------- | ---------- | ------------- | ------------- | ------------- | ------------- |
| Castorini       | 6–8    | Gruppo      | Importanza del divertimento.                       | 1986       | 101.094       | 103.226       | 108.018       | 112.058       |
| Lupetti         | 8–10½  | Gruppo      | Introduzione allo Scautismo e alle attività.       | 1916       | 137.268       | 140.621       | 142.904       | 144.296       |
| Scouts          | 10½–14 | Gruppo      | Ulteriore sviluppo delle abilità Scout.            | 1907       | 107.966       | 113.058       | 117.328       | 118.462       |
| Explorer Scouts | 14–18  | Distretto   | Importanza della sfida personale e dell'avventura. | 2002       | 30.422        | 31.948        | 34.689        | 36.346        |
| Scout Network   | 18–25  | Contea/Area | Più flessibile con una scelta personale più ampia. | 2002       | 1.913         | 2.048         | 2.171         | 2.061         |

Le prime quattro branche (dai Castorini agli Explorers) sono guidate da un Capo Unità, che deve fare richiesta per l'incarico, e viene aiutato dagli aiuto capi. In aggiunta ai Capi, altre persone possono partecipare alla gestione dell'unità; i Young Leaders, Explorer Scouts che sono formati nelle tecniche di leadership, sono spesso parte delle riunioni dell'unità, come altri volontari, solitamente i genitori dei ragazzi nel gruppo, e i membri del Group Executive Committee che aiuta a gestire finanziariamente il Gruppo. Gli Scout Networks sono principalmente gestiti dai membri, ma vengono assistiti da un Network Leader che assicura che il Network stia lavorando secondo le regole dell'Associazione.
In aggiunta alle branche che seguono il programma principale, un programma Scout parallelo, Scoutlink, fornisce supporto e coinvolgimento per giovani e adulti con disabilità dello sviluppo.

### Incarichi Unitari
- Incarichi adulti
  - Patrocinatore – Incarico onorario - Capo di Stato (Carlo III)
  - Presidente – Incarico Onorario - Membro della Famiglia Reale (Duca di Kent)
    1. Capo Scout – Capo onorario dello Scautismo nel Regno Unito (Bear Grylls)
    2. Commissario Nazionale - Commissario responsabile per una Nazione del Regno Unito (Inghilterra, Scozia, Galles o Irlanda del Nord)
    3. Commissario Regionale - Commissario responsabile per un Gruppo di Contee / o Regione della Nazione
    4. Commissario di Contea o Area – Commissario responsabile per un Gruppo di Città o Distretti all'interno di un'Area / Contea
    5. Commissario di Distretto - Commissario responsabile per un numero di Gruppi in un Distretto / Città / Comune
    6. Delegato del Commissario - Delegato dal Commissario di Distretto per supportare ed aiutare a gestire il Distretto
    7. Assistente Commissario di Distretto (incluso il Commissario per gli Explorer Scout e il Capo locale del Network) – Consiglieri di Branca nominati dal Commissario di Distretto
    8. Capo Gruppo – Un incarico locale per gestire e supportare un gruppo particolare, nominato dal Commissario di Distretto
    9. Assistente Capo Gruppo – Delegato dal Capo Gruppo per supportare ed aiutare a gestire il Gruppo
    10. Capo Unità (Capo Castorini, Capo Lupetti, Capo Scout, Capo Explorer) - Capo responsabile della gestione di una singola Unità
    11. Assistente Capo Unità - Assistenti che aiutano il Capo Unità a gestire l'Unità
    12. Assistenti di sezione – Assistenti in uniforme che hanno deciso di non essere Capi adulti

Tutti i Capi seguono una formazione di 3 anni con vari corsi in sicurezza dei bambini, abilità di campeggio, abilità scout, amministrazione e management. Tutti i capi sono anche formati in pronto soccorso ogni 3 anni.
- Incarichi per i ragazzi
  - Castorino, Lupetto, Vice Capo Sestiglia, Capo Sestiglia, Scout, Vice Capo Pattuglia, Capo Pattuglia, Capo Pattuglia Anziano, Explorer Scout, Senior Explorer Scout, Network Scout, Queen's Scout.

### Scout Nautici e dell'Aria
Alcuni gruppi scout appartengono a settori separati chiamati Scout dell'Aria e Scout Nautici. Entrambi i settori seguono il programma principale in tutte le Branche ma possono aggiungere più enfasi sull'aeronautica o sulla nautica a seconda del settore, ed alcuni Gruppi sono riconosciuti dalla Royal Air Force o dalla Royal Navy. Nel Regno Unito ci sono circa 400 gruppi Nautici, dei quali circa 25% (101 Gruppi) sono riconosciuti dalla Royal Navy, mentre su 117 gruppi dell'Aria, 43 sono riconosciuti dalla RAF.

### Sistema di premi progressivi
All'interno di tutte le branche nello Scautismo, esiste un sistema di premi progressivi, che forma una parte principale del programma scout, e stimola un notevole impegno nel programma stesso. Ci sono sei premi che fanno parte del sistema, cinque dei quali sono assegnati dal Capo Scout, e culminano nel premio Queen's Scout (King's Scout fino al 1953).
I primi tre premi, il distintivo del Capo Scout Bronzo, Argento e Oro, sono i più alti premi raggiungibili rispettivamente nei Castorini, Lupetti e Scout. Per ottenere questi premi, devono essere prima ottenuti vari challenge badges, dimostrando un'ampia gamma di abilità, in aggiunta ad una sfida personale. Gli ultimi tre premi, il distintivo del Capo Scout Platino, Diamante e il Queen's Scout possono essere ottenuti solo nelle branche degli Explorer Scout e degli Scout Network. I premi rispecchiano i requisiti del Premio del Duca di Edimburgo rispettivamente al livello di Bronzo, Argento e Oro, e consistono in un periodo di tempo di volontariato nella comunità locale, un'attività fisica prolungata, il miglioramento di un'abilità e la partecipazione ad una spedizione, consentendo al partecipante di impegnarsi sia nel premio del Duca di Edimburgo che nel premio scout contemporaneamente. Inoltre, questi tre premi non vanno necessariamente ottenuti in ordine, e i partecipanti possono puntare direttamente ad un premio specifico, anche se viene richiesto un lavoro aggiuntivo. Il raggiungimento del premio Queen's Scout è visto come un evento significativo a scala nazionale; i vincitori del premio sono invitati a partecipare al servizio durante il St George's Day al Castello di Windsor nell'anno successivo al completamento del percorso, e alla sfilata davanti alla Regina.
Il sistema di premi progressivi fu sviluppato dai premi e dalle classi originarie utilizzate fin dall'origine dello scautismo nel 1907. Queste corrispondono ai premi di 'Prima' e 'Seconda' classe nelle varie branche, e con la creazione del premio King's Scout. Questi premi si concentravano sui valori del servizio e delle abilità scout di base. Dopo una riforma negli anni '60, le classi furono soppresse e sostituite nei Lupetti dai premi Arrow e negli Scout dallo 'Scout Standard', 'Advanced Scout Standard', e il 'Chief Scout Award'; mentre il ridenominato 'Queen's Scout' fu cambiato per concentrarsi sul servizio di lungo termine e sull'impegno, oltre al completamento di una spedizione della durata di quattro giorni e cinquanta miglia. Ulteriori cambiamenti avvennero pochi decenni dopo. Le Arrows dei Lupetti furono sostituite nel 1990 dal 'Cub Scout Award', 'Adventure Award' e 'Adventure Crest Award', mentre gli Scout Standards furono sostituiti nel 1983 con lo 'Scout Award', 'Pathfinder Award', e 'Explorer Award' - il Chief Scout's Award rimase il premio più importante per la branca Scout. Anche il 'Venture Scout Award' fu creato per la branca dei ragazzi più anziani come una tappa intermedia per il Queen's Scout Award, e c'erano premi aggiuntivi per i Castorini. Tutti questi premi vennero aboliti o cambiati in seguito all'introduzione del programma attuale da 6 a 25 anni nel febbraio 2002.

## Promessa e Legge
La Promessa Scout viene pronunciata da tutti i membri della Scout Association dalla branca Scout in poi, inclusi i Capi:
Sul mio onore, prometto di fare del mio meglio,

Per compiere il mio dovere verso Dio e verso la Regina,

Per aiutare gli altri,

E per osservare la Legge Scout.
Varianti aggiuntive della promessa vengono utilizzate per le diverse religioni o per i membri di altri paesi, la cui fedeltà viene data al Paese e non al monarca. Per le due branche più giovani, viene utilizzata una promessa più semplice: i Lupetti pronunciano la promessa normale con l'omissione dell'introduzione 'Sul mio onore' ed una variante sull'ultima riga "per osservare la Legge del Lupetto", mentre i Castorini utilizzano una promessa completamente diversa:
Prometto di fare del mio meglio,

Di essere cortese e servizievole,

E di amare Dio.
In aggiunta alla promessa, la Legge Scout indica quali qualità uno Scout dovrebbe avere. La Legge Scout è come segue:
1. Uno Scout può meritare fiducia.
2. Uno Scout è leale.
3. Uno Scout è amichevole e considerate.
4. Uno Scout appartiene alla famiglia degli Scout di tutto il mondo.
5. Uno Scout mostra coraggio in tutte le difficoltà.
6. Uno Scout fa buon uso del tempo e rispetta possedimenti e proprietà.
7. Uno Scout ha rispetto per se stesso e rispetto per gli altri.

Questa legge viene utilizzata da tutte le branche tranne i Lupetti e i Castorini. I castorini non hanno una legge, dal momento che questi valori vanno dimostrati attraverso le stesse attività. La Legge del Lupetto è ancora diversa:
I Lupetti fanno sempre del loro meglio,

Pensano agli altri prima che a se stessi

E fanno una buona azione ogni giorno.
Il motto della Scout Association, e dello scautismo in generale, è 'Sii Preparato'. Venne spiegato nei libri originari dello Scautismo e fu sviluppato in una serie di poster promozionali per le branche all'inizio degli anni 2000.
Nel 2012 la Scout Association rivide i suoi principi fondamentali e lanciò una consultazione per chiedere ai suoi membri se potesse essere sviluppata una versione alternativa della Promessa Scout per gli atei e per gli inabili a pronunciare l'impegno esistente.

## Raccolta fondi
La Scout Association usa varie modalità per le attività di raccolta fondi. In aggiunta alle sottoscrizioni settimanali o mensili per le attività, molti gruppi scout sono opere di carità registrate e fanno parte degli incentivi fiscali del Gift Aid.

### Gimmie 5
La sfida del Gimmie 5 è un evento annuale di raccolta fondi, rivolto ai gruppi scout del Regno Unito. Organizzato dal WWF e dalla Scout Association, dura 9 giorni il marzo di ogni anno. Nel 2006, si svolse dal 18 al 26 marzo. Ai gruppi partecipanti viene richiesto di raccogliere fondi, in ogni modo, con i ricavi condivisi fra la Scout Association, il WWF e il Gruppo.

### Settimana Scout per la Comunità
Re-introdotta nel 2012, la settimana impegna gli scout a svolgere dei lavori nella comunità in cambio di una donazione al gruppo. Il progetto era un aggiornamento di un progetto precedente: "Bob a Job Week", dove gli Scout ricavavano fondi facendo lavori per i loro vicini e venivano pagati con uno scellino (un "Bob") per il lavoro.

## Basi scout
In tutto il paese, numerose basi sono possedute dalle organizzazioni della Scout Association, solitamente Distretti o Contee Scout, e vengono gestite dai singoli Comitati Scout di Contea o Distretto. Queste basi vengono utilizzati anche da altre persone esterne all'organizzazione, ed ottengono ricavi aggiuntivi per la contea o il distretto scout.
In ogni modo, otto diverse basi sono gestite direttamente dai livelli nazionali della Scout Association. Sette basi sono denominate e gestite come Scout Activity Centres, forniscono terreni per campeggio ed attività avventura affiancate. Le sette basi sono Gilwell Park sul confine Londra/Essex, che è il quartier generale dell'organizzazione, Downe nel Kent, Ferney Crofts nella New Forest, Great Tower nel Lake District, Hawkhirst nel Northumberland, Woodhouse Park nel Gloucestershire e Youlbury nell'Oxfordshire, la più vecchia base scout permanente del mondo.
In aggiunta a queste basi, la Scout Association gestisce due centri conferenze, uno all'interno di Gilwell Park, ed un altro in una località separata nel centro di Londra, Baden-Powell House. La Baden-Powell House è anche un ostello scout, che fornisce alloggio economico per gli scout per visite nel centro di Londra.

## Ex-Scout famosi
La Scout Association ha avuto molti membri importanti in passato. La seguente lista è la migliore conosciuta:
- David Beckham – giocatore internazionale della Nazionale di calcio dell'Inghilterra ed ex-capitano[54]
- Tony Blair – ex Primo Ministro del Regno Unito[55]
- Richard Branson – fondatore del Virgin Group[55]
- John Major – ex Primo Ministro del Regno Unito[54]
- Paul McCartney – cantante/compositore/bassista dei Beatles e dei Wings[54]
- George Michael – cantante/compositore[54]
- Cliff Richard – cantante[54]
- David Bowie – cantante[56]
- Keith Richards – membro dei Rolling Stones[55]
- Bear Grylls – avventuriero, conduttore televisivo ed attuale Capo Scout
- Ronnie Corbett – attore che recitò con Ronnie Barker nella commedia televisiva per la tv inglese The Two Ronnies[senza fonte]

## La Scout Association all'estero
Oltre a controllare lo Scautismo nel Regno Unito, la Scout Association è responsabile anche dello Scautismo nelle dipendenze britanniche d'oltremare e nelle dipendenze della Corona Britannica, comprese alcune nazioni indipendenti.
I territori non sovrani con Scautismo gestito dalla Scout Association includono:
- Anguilla
- Bermuda
- Isole Cayman
- Isole Falkland
- Gibilterra

- Montserrat
- Sant'Elena e Isole Ascensione
- Isole Vergini Britanniche
- Isole Turks e Caicos
- Isola di Man

Stati sovrani con Scautismo gestito dalla Scout Association, dal momento che sono senza organizzazioni Scout indipendenti, includono:
- Antigua e Barbuda
- Isole Salomone
- Saint Kitts e Nevis
- Tonga
- Tuvalu
- Vanuatu

Il programma Scout inglese viene offerto anche ai cittadini inglesi che vivono al di fuori del Regno Unito. La “British Scouts in Western Europe” serve il Belgio, Francia, Germania, Lussemburgo e i Paesi Bassi, mentre la “British Groups Abroad” copre il resto del mondo.